# Colbie Bell
Colbie Bell (ur. 3 listopada 1971) – kanadyjski zapaśnik. Olimpijczyk z Atlanty 1996, gdzie zajął siedemnaste miejsce w kategorii 100 kg w stylu klasycznym. Walczył też w stylu wolnym.
Dwukrotny uczestnik na mistrzostwach świata, zajął 21. miejsce w 2003. Piąty w Pucharze Świata w 1997. Zdobył brązowy medal na Igrzyskach Panamerykańskich w 1999, piąty w 2003. Dwa medale na mistrzostwach panamerykańskich, srebro w 2003 roku.